# Marko Jelić
Marko Jelić (Knin, 15. ožujka 1976.), hrvatski političar, znanstvenik i sveučilišni profesor na Veleučilištu Marko Marulić u Kninu. Aktualni je župan Šibensko-kninske županije. Od lipnja 2017. do lipnja 2021. bio je kninski gradonačelnik.

## Životopis
Rođen je 15. ožujka 1976. u Kninu, gdje završava osnovnu i pohađa prva dva razreda srednje škole. Srednju školu završava u Zadru, nakon čega na zagrebačkom PMF-u diplomira molekularnu biologiju. Godine 2000. otišao je na doktorat u Njemačku, prvo na Sveučilište Christian Albrecht u Kiel, nakon čega se 2002. prebacio u München, na Sveučilište Ludwig Maximillian, gdje je i obranio doktorat.
U Hrvatsku se vratio krajem listopada 2003. Godine 2004. postaje višim stručnim suradnikom za nove tehnologije pri Centru za poduzetništvo Grada Knina d.o.o.
Godine 2005. imenovan je privremenim, a u listopadu 2007. i stalnim dekanom Veleučilišta Marko Marulić u Kninu. Tu je dužnost obnašao četiri godine usporedno s onom predsjednika Vijeća veleučilišta i visokih škola Republike Hrvatske.
Godine 2011. postao je pročelnik odjela Inovacijsko središte te prodekan za razvoj, znanstvenu i stručnu suradnju pri Veleučilištu Marko Marulić u Kninu, a godinu poslije i direktor Matice d.o.o. u Kninu.
Od 2015. do 2016. godine bio je vršitelj dužnosti dekana Visoke škole za menadžment i dizajn "ASPIRA" u Splitu. Od 2005. redoviti je profesor biologije, biokemije, biljne fiziologije, zaštite okoliša i lovstva na Veleučilištu Marko Marulić u Kninu.

## Politička karijera
Na lokalnim je izborima 2017. Jelić kao nestranački kandidat pobjedom nad protukandidatkinjom Josipom Rimac (HDZ) izabran gradonačelnikom grada Knina, osvojivši 59,18 % glasova.
Dana 20. ožujka 2021. službeno je objavio kandidaturu za župana Šibensko-kninske županije na lokalnim izborima u svibnju. Kao njegova zamjenica predstavljena je Iris Ukić Kotarac s Nezavisne liste Stipe Petrina. U prvom krugu izbora održanom 16. svibnja, Jelić odnosi pobjedu od 187 glasova prednosti nad županom Goranom Paukom (HDZ) i plasira se u drugi krug, dok kandidacijska lista grupe birača okupljene oko Jelića osvaja šest mandata u županijskoj skupštini. U drugom krugu koji je održan 30. svibnja, Jelić je izabran šibensko-kninskim županom, osvojivši 25 458 glasova u odnosu na Paukovih 16 366, čime postaje prvi nezavisni šibensko-kninski župan te prvi šibensko-kninski župan koji nije izabran iz redova HDZ-a.
Službeno je preuzeo dužnost šibensko-kninskog župana 4. lipnja 2021. godine.

## Vanjske poveznice
- Službena stranica
- dr. sc. Marko Jelić na službenoj stranici Grada Knina
- Marko Jelić na Gradonačelnik.hr